# Atletica leggera ai XVII Giochi del Mediterraneo - Salto triplo maschile
Le gare di atletica leggera nella categoria salto triplo maschile si sono tenute il 26 giugno 2013 al Nevin Yanıt Atletizm Kompleksi di Mersin.

## Calendario
Fuso orario EET (UTC+3).
| Data      | Ora   | Turno  |
| --------- | ----- | ------ |
| 26 giugno | 19:05 | Finale |

## Risultati
I 7 atleti partecipanti sono qualificati direttamente alla finale. Ogni atleta ha diritto ad effettuare sei salti, il migliore dei quali viene registrato come risultato finale.

### Finale
| Pos | Atleta                    | Paese   | 1º    | 2º    | 3º    | 4º    | 5º    | 6º    | Risultato |
| --- | ------------------------- | ------- | ----- | ----- | ----- | ----- | ----- | ----- | --------- |
|     | Daniele Greco             | Italia  | X     | 16,57 | 17,13 | -     | -     | -     | 17,13     |
|     | Dimitrios Tsianis         | Grecia  | 16,79 | 16,53 | 17,00 | 16,75 | 16,80 | X     | 17,00     |
|     | Fabrizio Schembri         | Italia  | X     | 16,58 | 16,62 | 16,58 | 16,51 | 16,61 | 16,62     |
| 4   | Karl Taillepierre         | Francia | X     | X     | 16,26 | X     | X     | X     | 16,26     |
| 5   | Aşkın Karaca              | Turchia | 16,21 | X     | 15,87 | X     | X     | 16,12 | 16,21     |
| 6   | José Emilio Bellido Marín | Spagna  | 15,87 | X     | X     | 15,63 | -     | 15,53 | 15,87     |
| 7   | Mikail Yalçın             | Turchia | 15,21 | X     | X     | 15,12 | 15,27 | 14,77 | 15,27     |